# Obereopsis flaveola
Obereopsis flaveola är en skalbaggsart som beskrevs av Stefan von Breuning 1957. Obereopsis flaveola ingår i släktet Obereopsis och familjen långhorningar.
Artens utbredningsområde är Sri Lanka. Inga underarter finns listade i Catalogue of Life.